# نیایشگاه مند
کلات حیدری مربوط به دوره اشکانیان - دوره ساسانیان است و در شهرستان دشتی، در دامنه کوه مند و در جوار روستای حیدری واقع شده است. در تاریخ ۲۷ تیر ۱۳۷۷ با شمارهٔ ثبت ۲۰۹۵ به‌عنوان یکی از آثار ملی ایران به ثبت رسیده ‌است.

## مشخصات
این اثر تاریخی باستانی در دامنه کوه مند و به فاصله ۲۰ کیلومتری از شهر خورموج، در غرب روستای حیدری قرار دارد. در ارتفاع سنگی مشرف به رودخانه خشکی که بستر رودخانه قدیمی است آثار حجاری و کوه تراشی در دل صخره وجود دارد از بستر رودخانه راهی به ارتفاع ۶۰ متر که اولین مدخل آتشکده‌است، کشیده شده‌است. یک شاه‌نشین با یک سکوی میانی و یک سکوی افقی که در سمت راست شاه‌نشین قرار گرفته و یک اتاق قوسی با انحنای منظم که با سنگ و گچ و گل ساخته شده جالب توجه‌است. نمای خارجی فعلی آتشکده عبارت از یک مدخل با سقف قوسی و دو مدخل مستدیر القاعده و ده حفره به شکل مدخل‌های طرفین سکوی شاه‌نشین مدخل اصلی و با اندازه‌های متفاوت که به احتمال به منزله پنجره و نورگیرهای رواقهای اصلی آتشکده بوده‌اند. آتشکده از سه طبقه میانی یا اصلی، تحتانی و فوقانی تشکیل شده‌است که با هم ارتباط داشته و در عین ارتباط، نوع ساختمان هر یک با دیگری متفاوت بوده که گویا از هر یک از طبقات برای منظور خاصی استفاده می‌شده‌است. در بستر رودخانه خشک فعلی آثار ساختمان‌ها و آبگردان‌ها و بندهایی در اراضی پای کوه و در اطراف مسیل وجود دارد که از وجود میدان بزرگی در جلوی کلات حکایت می‌کند که سطح آن با خاک و سنگ بالا آورده بوده‌اند. با توجه به وجود آثار آب انبار و بقایای درختانی از فاصله دویست متری پای کوه احتمال می‌رود در جلوی آتشکده میدانی وجود داشته و برای جلوگیری از نفوذ سیلاب‌های شدید در اطراف تپه، بندهای زیادی از سنگ و گچ ساخته بوده‌اند.
بیش از نیم قرن پیش در جانب شمالی آتشکده و پشت کوه نیز آثار حفره‌ها و شاه‌نشین و درختانی وجود داشته‌است و از آنجا راهی به آتشکده منتهی می‌شده‌است که به مرور زمان بر اثر ریزش کوه آن آثار ازبین رفته‌اند. گویا نقشه اصلی مغایر کلات متأثر از مقابر فنیقی است و با توجه به طرز قرار گرفتن دخمه‌ها بر روی یکدیگر و کم شدن تدریجی ابعاد آن‌ها در طبقات بالاتر، همان نقشه زیگورات‌ها و میل‌های خاص مضرس است که اصلی ایلامی و بابلی دارد اما نقشه صلیبی دهلیزها نقشه هندی و ایرانی است. مقابر کلات دارای صفحه‌ای مستقل و در عین حال متأثر از تمدن‌های مختلف ایرانی و هندی و آشوری، فنیقی و ایلامی است.
پس از وقوع زمین لرزه دشتی گزارش‌هایی مبنی بر برخاستن گرد و خاک از ارتفاعات مُند منتشر شد که نشان از ریزش شدید برخی کوه‌های منطقه داشت. یکی از نگرانی‌ها در این باره، تخریب این نیایشگاه ۲۰۰۰ ساله توسط زلزله بود که البته به گفته افراد محلی، خوشبختانه لطمه چندانی به این اثر تاریخی وارد نشده‌است.